# Елон Завулонянин
Ело́н Завуло́нянин (др.-евр. אילון הזבולוני‬, Эйлон ха-Звулуни) — одиннадцатый судья Израилев, из колена Завулонова. Преемник Есевона (Ивцана), предшественник Авдона. Имя Елон в переводе с иврита означает «дуб» либо «теревинф». Об этом судье написано крайне мало, упоминается только в Ветхом Завете (Суд. 12:11—12).
Судил в течение 10 лет, умер и похоронен в Аиалоне, в земле Завулоновой. Местонахождение этого библейского города неизвестно. Еврейская энциклопедия полагает, что Елон — собирательный образ одного из колен Израиля и как историческая личность не существовал.